# Gabriella (hajó)
A Gabriella a finn Viking Line hajótársaság tengeri komphajója. 1992-ben építették Horvátországban az Euroway számára, amely Frana Suell néven állította üzembe. 1994–1997 között a Silja Line társaság üzemeltette Silja Scandinavia néven. 1997-ben került a Viking Line-hoz, amely Gabriella néven állította forgalomba. A hajó főként Helsinki és Stockholm között közlekedik. Testvérhajói az Amorella, melyet az észt Tallinnk üzemeltet, valamint a dán DFDS Seaways által használt Crown Seaways.